# Tobias Mattsson
Tobias Boris Mattsson (* 26. April 1974) ist ein schwedischer Fußballschiedsrichter und -assistent.

## Werdegang
Mattsson fing 1995 als Schiedsrichter beim Svenska Fotbollförbundet an. 2004 debütierte er als Spielleiter in der Superettan und gehörte bei seinem ersten Spieleinsatz in der Allsvenskan 2007 zu den jüngsten Schiedsrichtern in der schwedischen Eliteserie. In seinem Debütspiel machte er Schlagzeilen, als er aufgrund von Herzproblemen die Spielleitung an den Vierten Offiziellen abgeben musste. 2009 ereilte ihn dasselbe Schicksal erneut.
2006 war Mattsson erstmals bei internationalen Begegnungen eingesetzt worden, teilweise auch als Schiedsrichter-Assistent. Dabei deckte er ab Sommer 2010 insbesondere die Position des Strafraum-Schiedsrichters ab.
Hauptberuflich arbeitet Mattsson als Grundstücksmakler. Er ist in Karlstad beheimatet.